# Contatto Radio
Contatto Radio è un'emittente radiofonica indipendente di Carrara, edita dal circolo culturale RadioAttiva.
Dal 1983 è affiliata all'ARCI e dal 1997 aderisce a Popolare Network, la syndication radiofonica che fa capo a Radio Popolare di Milano. La radio trasmette sulle aree costiere delle province di Massa-Carrara, La Spezia e Lucca ed è ricevibile sulle frequenze analogiche 89.750 e 89.500 MHz. Dal 2006 la direzione artistica dell'emittente è curata da Simone Lazzaroni.

## Storia
La radio nacque nel 1979 a Castelnuovo Magra (La Spezia) con il nome RadioAttiva. Era allora una radio di movimento, animata soprattutto da conduttori e giornalisti - tutti volontari - provenienti dalla sinistra extraparlamentare. L'esperienza di RadioAttiva si strutturò a partire dal 1980 e proseguì per nove anni fino al 1989. Le trasmissioni della radio si occupavano prevalentemente di difesa dell'ambiente, antimilitarismo, pacifismo e femminismo. RadioAttiva fu molto attiva nelle battaglie per la chiusura della Farmoplant di Massa. Molto spazio era comunque dedicato alla musica non commerciale, in particolare al Jazz, al Folk e al Rock and roll.
Nel 1990, poco prima che entrasse in vigore la Legge Mammì e quindi il censimento generale delle emittenti radiotv, la radio fu trasferita a Carrara e assunse la denominazione di Dimensione Radio. Nei primi anni di vita l'emittente orbitò attorno all'editore Mario Rallo, proprietario di altre due emittenti locali (Radio In e Primaradio), pur mantenendo la sua indipendenza editoriale e proprietaria. L'emittente, non più caratterizzata da una forte matrice politica, continuò comunque ad occuparsi di temi ambientali e sociali fino al 1994.

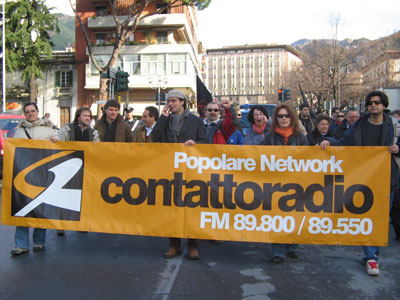
2004: una delegazione di Contatto Radio partecipa alla manifestazione della CGIL

Nel 1997 l'emittente cambiò nuovamente nome, assumendo la denominazione Contatto Radio (tuttora in uso); l'anno seguente la radio entrò a far parte di Popolare Network, trasmettendo i giornali radio e la rassegna stampa di Radio Popolare. A partire dal 2001 il circolo culturale RadioAttiva ha adottato la dichiarazione d'intenti di Radio Popolare. Oggi, pur non facendo riferimento ad alcun partito o movimento politico, è considerata una radio che agisce nell'ambito della sinistra diffusa.

## Trasmissioni
La radio trasmette tutte le edizioni del notiziario di Radio Popolare - Popolare Network (6.30 - 7.00 - 7.30 - 8.30 - 9.30 - 10.30 - 12.30 - 13.30 - 15.30 - 17.30 - 19.30 - 22.30 - 01.00 replica), la rassegna stampa (7.45 lun-ven, 9.00 sab, 10.00 dom), Esteri (18.00 lun-ven). La redazione di Contatto Radio produce quotidianamente numerosi programmi musicali principalmente nella fascia serale.

## Linea Gotica
Il 25 aprile 2003 la redazione di Contatto Radio realizzò Linea Gotica, una maratona radiofonica di 8 ore per ricordare la Liberazione. Nel 2004, in occasione del 60º anniversario delle stragi nazifasciste, la radio replicò l'esperienza realizzando un progetto più ampio che includeva, oltre alla diretta radiofonica, anche un sito internet che permetteva di riascoltare interviste a partigiani, sopravvissuti, perseguitati politici, semplici cittadini. Il progetto, realizzato con il patrocinio dell'ANPI di Massa-Carrara e in collaborazione con il Museo audiovisivo della Resistenza, fu inserito nelle celebrazioni ufficiali del 60º anniversario della Liberazione del Comune di Carrara.

## Urla Padula

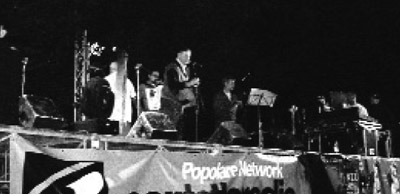
Gli E Zezi sul palco della prima edizione di Urla Padula

Nel 2004 Contatto Radio organizzò la prima edizione di Urla Padula, festival indipendente di musica, politica e cultura. L'evento fu realizzato all'interno del parco della Padula di Carrara grazie al sostegno dell'Arci di Carrara, dell'Anpi di Massa-Carrara e dei lavoratori del cantiere navale di Marina di Carrara. Alla prima edizione parteciparono Yo Yo Mundi, E Zezi, Maffia Sound System, Pinktronix e 5th suite. Nelle successive quattro edizioni (2005, 2006, 2007 e 2008) “Urla Padula” ospitò: Tonino Carotone, Arpioni, Raiz, Paolo Polcari, Les Anarchistes, Teresa De Sio, The Hormonauts, Quintorigo, Bededeum, Folkabbestia, Bugo, Marta sui Tubi, Gang, Apuamater Indiesfolk, Smoke, Andrea Rivera, Porto Flamingo, Casino Royale, Muriel, Nada, Marco Rovelli, Tetes De Bois, Almamegretta, Esterina, Mau Mau. Dal 2009, a causa dei lavori di ristrutturazione del parco della Padula, la manifestazione è stata spostata nel centro storico di Carrara; l'ultima edizione è del 2010.